# Kurt Adolff
Kurt Emil Adolff (* 5. November 1921 in Stuttgart; † 24. Januar 2012 in Kreuth) war ein deutscher Automobilrennfahrer.

## Karriere
Kurt Adolff nahm an einem Rennen zur Automobil-Weltmeisterschaft teil. Er startete am 2. August 1953 beim Großen Preis von Deutschland auf dem Nürburgring für die Schweizer Ecurie Espadon auf einem Ferrari 166. Adolff startete vom 27. Startplatz und fiel in der zweiten Runde aus.
Seine größten Erfolge feierte Adolff bei Sportwagenrennen. 1950 wurde er Gesamtzweiter in der deutschen Sportwagenmeisterschaft. Adolff war erfolgreicher Industrieller in Stolberg (Rheld.) und Konsul von Chile. Von 1966 bis 1977 besaß er das Waldenburghaus in Kettenis bei Eupen, welches 1975 durch einen verheerenden Brand schwer zerstört wurde. Autorennen fuhr er bis Ende 1953, dann beendete er seine Karriere, um sich wieder verstärkt um seine Textilunternehmen zu kümmern. 1952 schlug er das Angebot von Alfred Neubauer aus, einen Werks-Mercedes-Benz bei der Carrera Panamericana zu steuern, da er nicht mehrere Wochen im Ausland verbringen konnte. Den Vertrag bekam Karl Kling, dem Adolff seinen ersten Veritas abkaufte.
Adolff war passionierter Jäger, neben dem Rennsport seine zweite große Leidenschaft.

## Statistik

### Statistik in der Automobil-Weltmeisterschaft

#### Gesamtübersicht
| Saison | Team           | Chassis     | Motor           | Rennen | Siege | Zweiter | Dritter | Poles | schn. Rennrunden | Punkte | WM-Pos. |
| ------ | -------------- | ----------- | --------------- | ------ | ----- | ------- | ------- | ----- | ---------------- | ------ | ------- |
| 1953   | Ecurie Espadon | Ferrari 166 | Ferrari 125 V12 | 1      | –     | –       | –       | –     | –                | –      | –       |

#### Einzelergebnisse
| Saison | 1 | 2 | 3 | 4 | 5 | 6   | 7 | 8 | 9 |
| ------ | - | - | - | - | - | --- | - | - | - |
| 1953   |   |   |   |   |   |     |   |   |   |
|        |   |   |   |   |   | DNF |   |   |   |